# Hal Lindes
Hal Andrew Lindes, né le 30 juin 1953 à Monterey en Californie aux États-Unis, est un guitariste, acteur et compositeur de musiques de films anglo-américain.
En 1979, il joue la guitare avec le groupe new wave Darling. Signé chez Charisma Records, ils sortent le single "Do You Wanna" (écrit par Lindes) et publient l'album Put It Down To Experience la même année, avant de rompre.
Lindes est mieux connu pour son travail comme guitariste du groupe rock britannique Dire Straits de 1980 à 1985.
Cet article a été traduit du wikipedia anglophone consacré au guitariste Hal Lindes. 

## Dire Straits (1980-1985)
Lindes est devenu membre à plein temps de Dire Straits à la fin de 1980, peu de temps après la sortie du troisième album du groupe, Making Movies. Il a remplacé le membre cofondateur original et guitariste rythmique David Knopfler. Lindes a tourné avec Dire Straits pendant qu'ils faisaient la promotion de Making Movies et est resté avec le groupe pendant qu'ils enregistraient leur quatrième album, Love Over Gold en 1982. Lindes était également avec le groupe pour le EP intitulé ExtendedancEPlay sorti au début de 1983, qui comprenait le single à succès "Twisting by the Pool".
Toujours en 1982 et 1983, le leader de Dire Straits, Mark Knopfler, a participé à la composition de la partition musicale du film "Local Hero" de David Puttnam , dans lequel Lindes a également joué. C'est à ce moment qu'il se découvre une passion pour la composition de bandes sonores de films. Le double album live du groupe Alchemy: Dire Straits Live était un album composé d'extraits des deux derniers concerts de cette tournée au Hammersmith Odeon de Londres en juillet 1983, avec Lindes, et est sorti en mars 1984.
Au début de 1985, alors que Dire Straits enregistrait des chansons pour leur album Brothers In Arms, Lindes quitta le groupe pour composer des bandes originales de films et travailler comme musicien de session.

## Musiques de films et autres œuvres (depuis 1984)
En 1984, Lindes joue la guitare sur la chanson "Private Dancer" de Tina Turner, extraite de l'album éponyme.
Depuis son départ de Dire Straits, Lindes a composé de la musique pour des films et a remporté un prix de la Royal Television Society pour le film Reckless, nommé aux BAFTA, et un prix TRIC pour la meilleure musique à thème télévisé. Lindes a composé la bande originale de The Boys Are Back, un film Miramax réalisé par Scott Hicks et mettant en vedette Clive Owen, dans lequel sa partition de guitare est associée à des chansons de Sigur Rós, Ray Lamontagne et Carla Bruni.
En 1989, Lindes s'est associé au chanteur Fish pour contribuer à la guitare de son premier album solo après son départ de Marillion. Vigil in a Wilderness of Mirrors est sorti en janvier 1990 et Lindes a coécrit trois chansons sur l'album. Il a composé le thème musical de la série télévisée de la BBC des années 1990, Between the Lines.

## Vie privée
Hal est le père de 3 enfants, dont la musicienne et mannequin Staz Lindes et l'actrice et réalisatrice Evangeline Lindes. 

## Discographie

### Darling
- 1979 : Put It Down To Experience

### Dire Straits
- 1982 : Love Over Gold
- 1983 : ExtendedancEPlay
- 1983 : Alchemy - Dire Straits Live
- 1995 : Live at the BBC - Guitare sur Tunnel of Love

### Local Hero
- 1983 ; Local Hero - Guitare sur une chanson

### Tina Turner
- 1984 : Private Dancer - Guitare sur la chanson-titre.

### Fish
- 1990 ; Vigil In A Wilderness Of Mirrors - Guitare sur 6 chansons.

### Participations
- 2003 : Midnight Blue de Twiggy
- 2005 : Black Coffee de Al Kooper
- 2006 : The Way Home de Russ Taff
- 2007 : Angel Eyes de Kiki Dee
- 2008 ; Get The Led Out! Led Zeppelin Salute Artistes Variés - Guitare sur Babe I'm Gonna Leave You
- 2009 : Jimi Hendrix Tribute: Third Stone From The Sun - Guitare sur Inspired By Angel

## Filmographie
- 1990 ; Screen Two Série télé - Épisode Drowning in the Shallow End  - Floyd
- 1997 : Le mystère des fées - Une histoire vraie - Film de Charles Sturridge - Angel (Non crédité)
- 2018 : Stranger Thoughts To Get Out - Court métrage de Evangeline Lindes - Rôle non défini.